# Dasineura andrieuxi
Dasineura andrieuxi är en tvåvingeart som först beskrevs av Tavares 1902.  Dasineura andrieuxi ingår i släktet Dasineura och familjen gallmyggor.
Artens utbredningsområde är Portugal. Inga underarter finns listade i Catalogue of Life.